# Panesthia sinuata
Panesthia sinuata es una especie de cucaracha del género Panesthia, familia Blaberidae.

## Distribución
Esta especie se encuentra en China (Yunnan, Guangdong), Vietnam, Laos, Malasia y Singapur.